# Makīs Giatras
Gerasimos Giatras, detto Makīs (in greco Γεράσιμος "Μάκης" Γιατράς?; 27 agosto 1971), è un allenatore di pallacanestro greco.

## Palmarès

### Squadra
- Supercoppa greca: 1

Promitheas Patrasso: 2020

### Individuale
- A1 Ethniki allenatore dell'anno: 1

Promitheas: 2018-19